# 希臘和丹麥的克里斯托弗王子
希腊和丹麥的克里斯托弗（希臘語：Πρίγκιπας Χριστόφορος της Ελλάδας και της Δανίας，1888年8月10日—1940年1月21日），希腊国王乔治一世的幼子，格呂克斯堡王朝的成员。

## 家庭
1920年，克里斯多福與美國人諾妮·梅伊·史都華結婚，兩人沒有子女。
史都華於1923年去世。1929年，克里斯多福與奧爾良的法蘭索瓦絲結婚，兩人的獨子米歇爾於1939年出生。